# Harri Eloranta
Harri Eloranta   (Köyliö, 4 de desembre de 1963) és un biatleta finlandès, ja retirat, que va competir durant les dècades de 1980 i 1990.
Durant la seva carrera esportiva va prendre part en quatre edicions dels Jocs Olímpics d'Hivern: el 1988, 1992, 1994 i 1998. En aquestes edicions destaca la medalla de bronze que guanyà als Jocs d'Albertville de 1992 en la prova dels 10 quilòmetres esprint. En aquests mateixos Jocs fou cinquè en la prova dels guanyà la medalla de bronze, mentre en els relleus 4×7,5 quilòmetres.
Va prendre part en onze edicions del Campionat del món de biatló, competició on no aconseguí cap medalla. A la Copa del Món de biatló sols aconseguí un podi en una cursa.